# Erzählzeit
Erzählzeit bezeichnet in der Erzähltheorie die Zeitspanne, die ein Leser für die Lektüre eines Textes, zum Sehen eines Films, Hören eines Hörspiels, Hörbuchs (oder vergleichbaren Vorgängen) braucht. Sie ist die Zeitspanne, die zur Reproduktion (Lesen) eines epischen Werkes benötigt wird. Sie stellt formal damit eine Leistungsgröße („Menge“ des Narrativs pro „Zeiteinheit“) dar. Bei Texten wird die Erzählzeit entweder in Durchschnittszeiten für die Lektüre oder in Seiten bzw. Wörtern angegeben. Bei einem Film oder Hörspiel entspricht die Erzählzeit der Länge des Films, bei Dramen der Länge der Aufführung.
Im Gegensatz zur Erzählzeit steht die erzählte Zeit, das ist jener Zeitraum, über den sich die Geschichte inhaltlich erstreckt.
Die Begriffe „Erzählzeit“ und „erzählte Zeit“ wurden 1948 vom Germanisten Günther Müller geprägt. und (1947)
Ernst Hirt hatte 1923 bereits den Begriff „Erzählezeit“ verwendet.
Hingegen ist also die „erzählte Zeit“ jene, die die Geschichte zeitlich strukturiert, die Zeit des Geschehens, der Ereignisse im Unterschied zur „Erzählzeit“. Die „erzählte Zeit“ ist der Zeitraum, den die erzählte Geschichte für sich in Anspruch nimmt. Sie ist die Zeit der Erzählung selbst, also der Zeitraum, den die Geschichte benötigt, um das Narrativ wiederzugeben. Die „Erzählzeit“, auch Zeit des dicours, ist jener Zeitraum, den die Erzählung benötigt, um die Geschichte zu berichten. Dabei ist die Maßeinheit der erzählten Zeit ein explizit genannter und rekonstruierbarer Zeitraum im Erzähltext, während sich die Maßeinheit der Erzählzeit lediglich in der Anzahl der Buchseiten abbilden lässt. Damit wird die Erzählzeit auch von der Buchausgabe und deren Umfang abhängig.

## Zeitlichkeit in narrativen Texten
Zeit stellt eine fundamentale Dimension in der menschlichen Wahrnehmung dar, sie tritt zugleich als kulturelles Orientierungs- und Ordnungsmuster auf. Was Menschen dabei wahrnehmen, ist die chronologische Sukzession von Geschehensmomenten, also die zeitliche Abfolge mit einem Vorher, einem Jetzt und einem Nachher (im Sinne von Vorzeitigkeit – Gleichzeitigkeit – Nachzeitigkeit).
Im menschlichen Bewusstseinsstrom wird Zeit als eine kontinuierlich voranschreitende Ordnung wahrgenommen. Darin findet sich die menschliche Vorstellung von Kausalität wieder. Den Menschen wird Zeit bewusst, wenn äußere Faktoren sie in Abschnitte teilen. In narrativen Texten findet sich Zeitlichkeit in:
- der Zeit des Geschehens (erzählte Zeit); es ist die Zeit der Geschichte (französisch histoire), der Zeitraum, den die Geschichte für sich selbst in Anspruch nimmt.
- der Zeit der Erzählung (Erzählzeit); es ist die Zeit des Diskurses (französisch discours), es ist der Zeitraum, den die Erzählung benötigt, um die Geschichte zu berichten.
- der Zeit des Erzählers bzw. die Dauer seines Erzählaktes (Erzählerzeit).[11]

Nach Genette kann das Verhältnis zwischen der Zeit der erzählten Geschichte (erzählte Zeit, histoire) und der Zeit der Erzählung (Erzählzeit, discours) im Sinne von drei Fragen systematisiert werden:
In welcher Reihenfolge?In welcher Ordnung wird das Geschehen in einer Erzählung präsentiert?
Wie lange?Welche Dauer beansprucht die Darstellung der Geschehen oder der einzelnen Geschehenselemente?
Wie oft?In welcher Frequenz wird ein sich wiederholendes oder nicht wiederholendes Geschehen in einer Erzählung dargestellt?